# Aleksandra Panova
Aleksandra Aleksandrovna Panova (russisk: Александра Александровна Панова, tr. Aleksandra Aleksandrovna Panova; født 2. marts 1989 i Krasnodar, Sovjetunionen) er en kvindelig professionel tennisspiller fra Rusland.
Aleksandra Panovas højeste rangering på WTA single rangliste var nummer 117, som hun opnåede 31. oktober 2011. I double er den bedste placering nummer 71, som blev opnået 19. september 2011. 